# Чудіновські Шишкарі
Чуді́новські Шишкарі́ (рос. Чудиновские Шишкари) — присілок у складі Орловського району Кіровської області, Росія. Входить до складу Орловського сільського поселення.
Населення становить 1 особа (2010, 2 у 2002).
Національний склад станом на 2002 рік — росіяни 100 %.